# Starsky és Hutch (televíziós sorozat)
A Starsky és Hutch népszerű amerikai televíziós krimisorozat, amelyet eredetileg 1975 és 1979 között sugároztak.

## Cselekmény

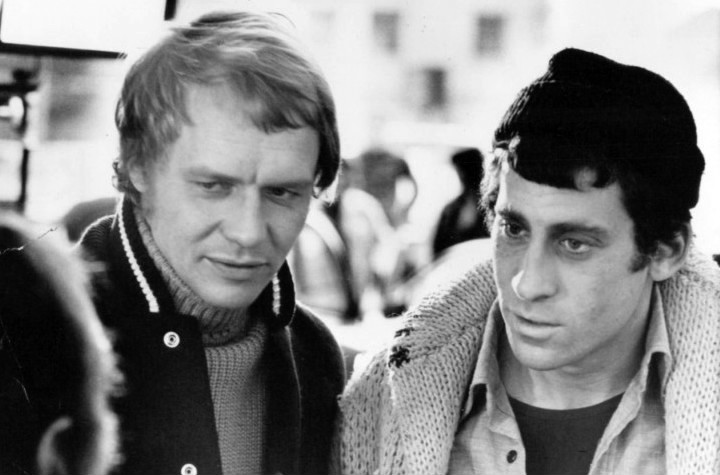
David Soul (Hutch) és Paul Michael Glaser (Starsky) 1975-ben

A sorozat két főszereplője egy dél-kaliforniai rendőr páros: A brooklyni David Starsky (Paul Michael Glaser) és a Minnesota államból származó Kenneth „Ken” Hutchinson (David Soul). Mindketten a fiktív Bay City nevű város rendőrkapitányságán dolgoznak nyomozókként (hívó jelük: Zebra 3). Az ő különböző nyomozásaikat kíséri végig a sorozat, melyekben gyakran vitatkoznak egymással, de a végén mindig megoldják az ügyeiket, és közben még a szebbik nemmel is folyton próbálnak közelebbi kapcsolatra szert tenni. Epizódonként más-más bűnügyeket oldanak meg, de vannak több részes történetek is.

A készítők elhatározták, hogy a párosnak egy, a korban népszerű autót adnak, így esett a választás egy 1974-es Ford Gran Torinóra, melyet Hutch gúnyosan „csíkos paradicsom” néven hív. A film dokumentum változatában (Starsky & Hutch: Behind The Badge) Glaser elárulja, hogy a Hutch által kitalált gúnynév igazából tőle származik, ugyanis mikor először látták meg az autót, Glaser odaszólt Soulnak, hogy „ez a valami olyan, mint egy csíkos paradicsom”, a készítők pedig elhatározták, hogy ezt beteszik a sorozatba. Hutch is használ autót (neki egy 1973-as Ford Galaxie 500-a van), de csak akkor, ha beépített küldetésre indulnak.

## Kapcsolataik
Mint detektívek nekik is vannak kapcsolataik a rendvédelemben és az alvilágban egyaránt. A fő alvilági kapcsolatuk a beszédes Huggy Bear (Antonio Fargas). Gyakran segít a duónak, hogyha keresnek valakit. Legtöbbször a saját bárjában találják meg őt, amit saját magáról "Huggy Bear's"-nek nevezett el. Huggy karaktere annyira népszerűvé vált, hogy a gyártó cég úgy döntött, csinál egy sorozatot csak Fargas-szal. A második évad "Huggy Bear and the Turkey" epizódot szánták az új sorozat pilot epizódjának, amelyben Huggy és egy volt barátja, Sheriff "Turkey" Turquet (Dale Robinette) magánnyomozóknak állnak. Az epizód nem nyerte el a közönség tetszését és a sorozatot lefújták.
Másik fő kapcsolatuk a saját szigorú, de fair főnökük, Harold C. Dobey kapitány (Bernie Hamilton). Ez volt az első alkalom, hogy egy fekete embert pozitív színészként állítottak be, aki ráadásul fehér emberek felettese.

## Szereplők
| Színész             | Szerep                           | Magyar hang      | Magyar hang      | Magyar hang              |
| Színész             | Szerep                           | MTV              | Viasat 3         | AXN                      |
| ------------------- | -------------------------------- | ---------------- | ---------------- | ------------------------ |
| Paul Michael Glaser | Dave Starsky nyomozó             | Székhelyi József | Székhelyi József | Háda János               |
| David Soul          | Kenneth "Ken" Hutchinson nyomozó | Farády István    | Forgács Gábor    | Czvetkó Sándor (1. hang) |
| David Soul          | Kenneth "Ken" Hutchinson nyomozó | Farády István    | Forgács Gábor    | Zámbori Soma (2. hang)   |
| Bernie Hamilton     | Harold Dobey kapitány            | Szabó Ottó       | Faragó András    | Melis Gábor              |
| Antonio Fargas      | Huggy Bear                       | Timár Béla       | Lázár Sándor     | Csőre Gábor              |

## Fordítás
Ez a szócikk részben vagy egészben  a   Starsky and Hutch című angol Wikipédia-szócikk fordításán alapul.  Az eredeti cikk szerkesztőit annak laptörténete sorolja fel. Ez a jelzés csupán a megfogalmazás eredetét és a szerzői jogokat jelzi, nem szolgál a cikkben szereplő információk forrásmegjelöléseként.